# Čihadlo (Jičínská pahorkatina)
Čihadlo (251 m n. m.) je návrší v okrese Mladá Boleslav Středočeského kraje. Leží asi 1 km jihozápadně od Úhelnice na katastrálních územích Husí Lhota, Úhelnice a Dolní Stakory.

## Popis vrchu
Vrchol, východní a jižní svahy návrší zabírá les zvaný Lhotská bažantnice (zde několik lesních jezírek), západní a severní svahy jsou využity jako orná půda.

## Geomorfologické zařazení
Vrch náleží do celku Jičínská pahorkatina, podcelku Turnovská pahorkatina, okrsku Mladoboleslavská kotlina, podokrsku Březenská kotlina a Sukoradské části.

## Přístup
Automobil je možno zanechat v Úhelnici či u silnice Úhelnice – Husí Lhota a dojít pěšky lesem.